# Halecium tensum
Halecium tensum är en nässeldjursart som beskrevs av Charles McLean Fraser 1941. Halecium tensum ingår i släktet Halecium och familjen Haleciidae. Inga underarter finns listade i Catalogue of Life.